# Détroit de Banks
Pour les articles homonymes, voir Banks.
 (mai 2023).
Si vous disposez d'ouvrages ou d'articles de référence ou si vous connaissez des sites web de qualité traitant du thème abordé ici, merci de compléter l'article en donnant les références utiles à sa vérifiabilité et en les liant à la section « Notes et références ».
Le détroit de Banks est un détroit de l'océan Pacifique situé entre la mer de Tasman à l'est et le détroit de Bass à l'ouest. Il s'agit d'un pertuis formé par le nord-est de l'île de Tasmanie et les îles les plus méridionales de l'archipel Furneaux, qui relèvent également de l'État australien de Tasmanie.